# Шоу на два мільйони
Шоу на два мільйони — телевізійна гра, прем'єра якої відбулася 12 січня 2011 року, і транслювалася до 30 березня 2011 року на телеканалі 1+1 о 20:10. Це українська адаптація британського формату телепередачі «The Million Pound Drop». Ведучий програми — Андрій Доманський.
Програму знімали у Кіностудії імені Горького у Москві. Зйомки проходили з 10 по 13 жовтня 2010 року.

## Правила гри
Беруть участь у грі парами. На початку гри парі видається 2 мільйони гривень (40 пачок з купюрами, в кожній пачці по 50 000 гривень), щоб отримати їх парі необхідно зберегти цю суму протягом 8 запитань. Кожне запитання має 4 варіанти відповіді, починаючи з 5 питання кількість варіантів скорочується до трьох, а на останньому запитанні буде запропоновано лише 2 варіанти відповіді. Гравці розкладають гроші на люки з відповідними варіантами відповіді (один люк повинен залишитися порожнім). На розкладання грошей парі дається 1 хвилина. Гроші, покладені на люки з невірними відповідями, провалюються і не належать гравцям. Гравці несуть із собою зі студії суму, яку зуміли зберегти після 8 запитань.

## SMS-гра
Паралельно з гравцями, глядачі можуть відповідати на питання через SMS. Найрозумніші глядачі отримують шанс потрапити на кастинг шоу.

## Цікаві факти
- Зйомки відбувалися у студії російської версії гри, у Кіностудії імені Горького у Москві з 10 по 13 жовтня 2010 року.
- У програмі використовуються несправжні купюри, проте згадується і їх загальна вага — 12 кілограмів.
- Глядацька зала знаходиться трохи вище рівня ігрового майданчика. На відміну від інших подібних шоу, глядачі стоять на «балконі», а не сидять.
- Оригінальний формат гри передбачає вихід шоу в прямому ефірі, але у певних країнах (Україна, Росія, та ін.) гра виходить у запису.
- Найчастіше люки відкривають не по одному, а по два і навіть по три. Найчастіше це відбувається, якщо гравці впевнені в правильній відповіді.

## Міжнародні версії гри
Оригінальна версія гри під назвою «The Million Pound Drop» вперше вийшла в ефір у Великій Британії на каналі Channel 4 24 травня 2010 року. Було знято 6 випусків, які виходили щодня в прямому ефірі. Другий сезон гри також проходить в прямому ефірі з 25 жовтня 2010 року.
- В Росії шоу виходить з 4 вересня 2010 року на телеканалі «Росія-1» і називається "Шоу Десять мільйонів". Ведучий - Максим Галкін.
- У Казахстані версія шоу називається «Сорок мільйонів тенге» і виходить на «Сьомому каналі» з 22 січня. Кастинг відбувся з 15 по 17 листопада 2010 року в Алма-Аті. Як і в українській версії, зйомки відбувалися у студії російської версії гри.
- Американська версія має назву «The Million Dollar Money Drop», і виходить на телеканалі FOX з 20 грудня 2010 року. У цій версії гри лише сім питань, а початковий мільйон розбитий на 50 пачок по 20 000 доларів у кожній.
- Німецька версія «Rette die Million» виходить на каналі ZDF. Наразі в ефір вийшло дев'ять звичайних випусків та один спеціальний.
- Ізраїльська версія «Al Tapil Et HaMilyon», знята для каналу Channel 2, вийшла в ефір у жовтні 2010 року.
- Турецька версія гри також вперше була показана у жовтні 2010 року.
- Також знято пілотний випуск французької версії гри для каналу TF1.

## Переможці
| Випуск | Учасники                           | Дата       | Виграш       |
| ------ | ---------------------------------- | ---------- | ------------ |
| 3      | Олена та Олександр Паламарчук      | 26.01.2011 | 150 000 грн. |
| 5      | Анна та Роман Іванців              | 09.02.2011 | 450 000 грн. |
| 7      | Алла Калісська та Олександра Бебко | 23.02.2011 | 50 000 грн.  |
| 11     | Олена та Михайло Тишин             | 23.03.2011 | 100 000 грн. |